# 99号州际公路
99号州际公路（英語：Interstate 99）是位于美国的一条南北方向的州际公路。它分为两个区段：一段位于宾夕法尼亚州中部，另一段位于纽约州南部。该公路南段连接了宾夕法尼亚州申特县和贝德福县，北段从纽约州与宾州的边界延伸至86号州际公路。公路全长98.86英里。